# Phi Sagittarii
Phi Sagittarii (Phi Sgr, φ Sagittarii, φ Sgr, Nanto, Namalsadirah 1, Awal al Sadira) è una stella di magnitudine apparente 3,16 della costellazione del Sagittario. Dista 239 anni luce dal sistema solare.

## Caratteristiche fisiche
Stella non molto studiata considerando la sua relativa brillantezza, Phi Sagittarii è una gigante blu di classe spettrale B8III anche se, con raggio 4,8 volte quello del Sole, pare trattarsi più di una subgigante che ha da poco terminato la fusione dell'idrogeno all'interno del proprio nucleo, che di una vera e propria gigante.
In passato è stato suggerito che la stella avesse una compagna, tuttavia non ci sono state conferme a proposito e non pare avere legami fisici con altre stelle ma solo compagne ottiche.
Phi Sagittari è una componente dell'asterismo della Teiera.